# Cirolana albida
Cirolana albida is een pissebed uit de familie Cirolanidae. De wetenschappelijke naam van de soort is voor het eerst geldig gepubliceerd in 1901 door Richardson.